# Colonna sonora de L'ispettore Coliandro

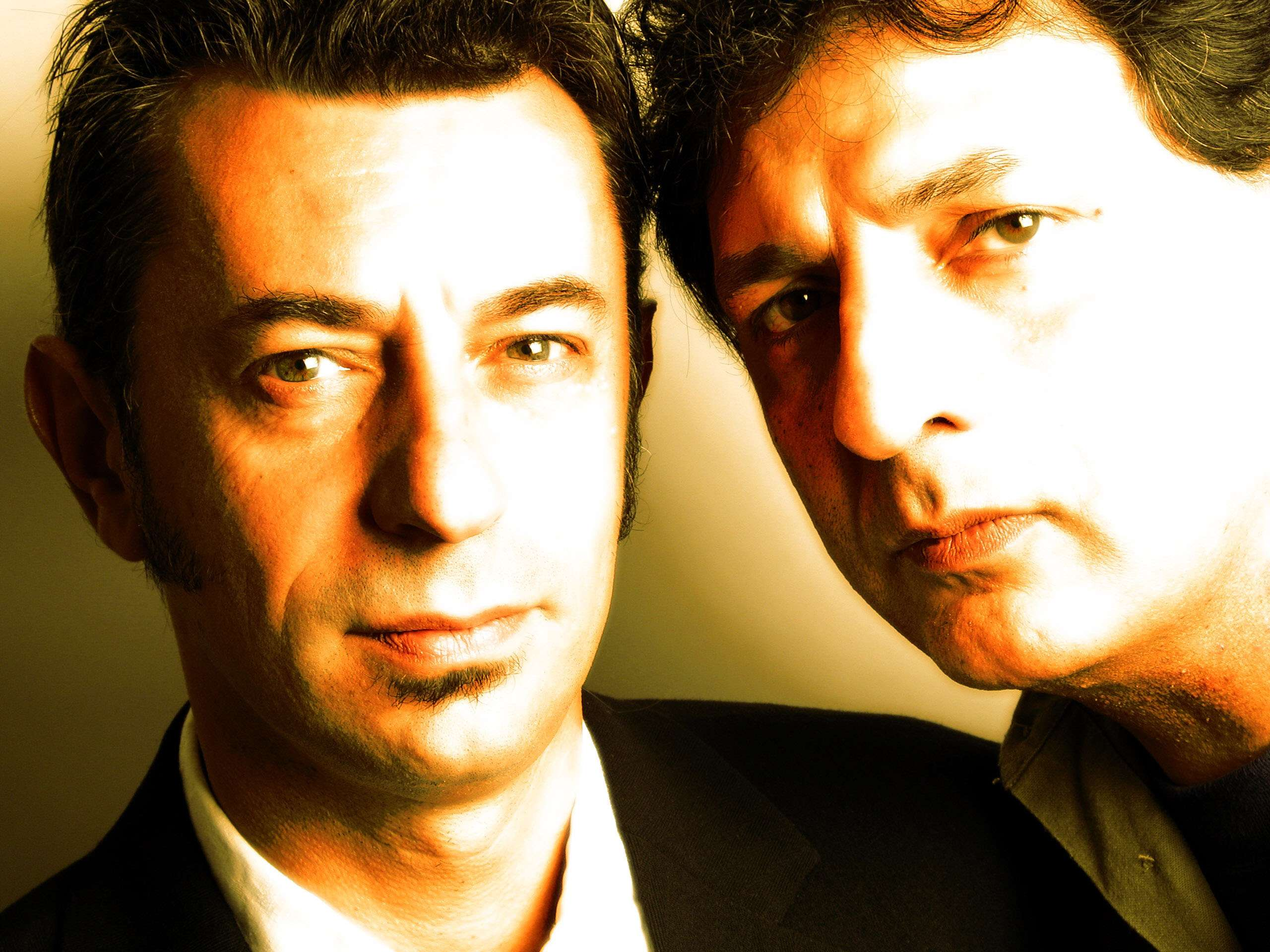
Pivio e Aldo De Scalzi, autori della colonna sonora della serie TV.

La colonna sonora della serie televisiva L'ispettore Coliandro, affidata al duo di musicisti Pivio e Aldo De Scalzi con la collaborazione di G-Max e Vittorio De Scalzi, consta di due album, realizzati rispettivamente nel 2005 e nel 2011. Il genere scelto spazia dal funky degli anni settanta all'elettronica, dal jazz al rap.

## L'ispettore Coliandro– 2005
1. Wolf Tune
2. Feel Panic, con la voce di Barbara Eramo
3. Endless Escape
4. Io sto sempre qua, con la voce di G-Max
5. Cielo nero, con la voce di G-Max
6. Nomen Omen
7. The Winner, con la voce di Vittorio De Scalzi
8. Memories, con la voce di Vittorio De Scalzi
9. Wounds
10. Only for Money
11. Mister Voodoo, con la voce di G-Max e la partecipazione di Marco Manetti
12. Super Blaster
13. Malerba Theme
14. Growin' Scale
15. Swingin' Days
16. Father Snapshot
17. Xtra Girl
18. Super Blaster
19. Lion Paw
20. Ex Charlie
21. Yellow Theme
22. From 25 To
23. Scared by the Voice

## L'ispettore Coliandro - Nuovi brani tratti dalla colonna sonora dei film TV– 2011
Disco 1
1. The Winner – 3:53
2. Longhi Divertissement – 1:47
3. Funk Is Coming – 2:42
4. Father Snapshot – 0:44
5. Move Your Bodies – 3:21
6. Xtra Girl – 3:26
7. Fireworks – 2:34
8. Unused Colt – 4:26
9. Pistole contro – 1:09
10. Swingin' Days – 3:14
11. Shooting and Others – 4:20
12. Nel branco dei lupi – 7:39
13. Show Girls Club Blues – 2:41
14. Growin' Scale – 4:46
15. Bloody Office – 1:31
16. Endless Escape – 2:34
17. Disastri fotografici – 2:57
18. Super Blaster – 5:13
19. Quanti guai – 2:45
20. Chasing In the Air Pipe – 4:26
21. Father Snapshot (Jazz Version) – 2:00
22. Swingin' Days (Trumpet Version) – 3:13
23. Not With Me – 4:59

Disco 2
1. Presagio di una tragedia – 0:40
2. Sacrificio di un complice – 1:31
3. Un killer alla mia porta – 4:41
4. Una professione rischiosa – 4:10
5. Adrem Aonej – 4:07
6. Gangs a confronto – 1:48
7. Doo Doo Doo – 1:53
8. La spirale – 1:57
9. Vengo da una famiglia distrutta – 1:32
10. Omicidio in biblioteca – 4:44
11. Sole malato – 2:19
12. Fottuto cane blu – 2:33
13. Coliandro in croce – 5:13
14. Giù la trippa – 3:22
15. Il risveglio di Gargiulo – 0:49
16. La metà oscura di Gargiulo – 0:48
17. Bersaglio Gargiulo – 1:00
18. Aruspici e premonizioni – 2:57
19. Mondo tzigano – 2:42
20. Accampamento Rom – 1:12
21. The Announcement of Your Death – 4:33
22. Tragico epilogo – 3:34
23. Addio a un fratello – 1:20
24. Papi Satan – 2:11
25. Requiem per un'amica – 1:01
26. Elaborazione di un piano – 2:11
27. Syncopated Drama – 1:48
28. The Girl With the Armonica – 2:54
29. Life Race – 3:18
30. Assault to the Car – 2:26
31. Come in una prateria – 1:29